# 北海道道974号東台留真線

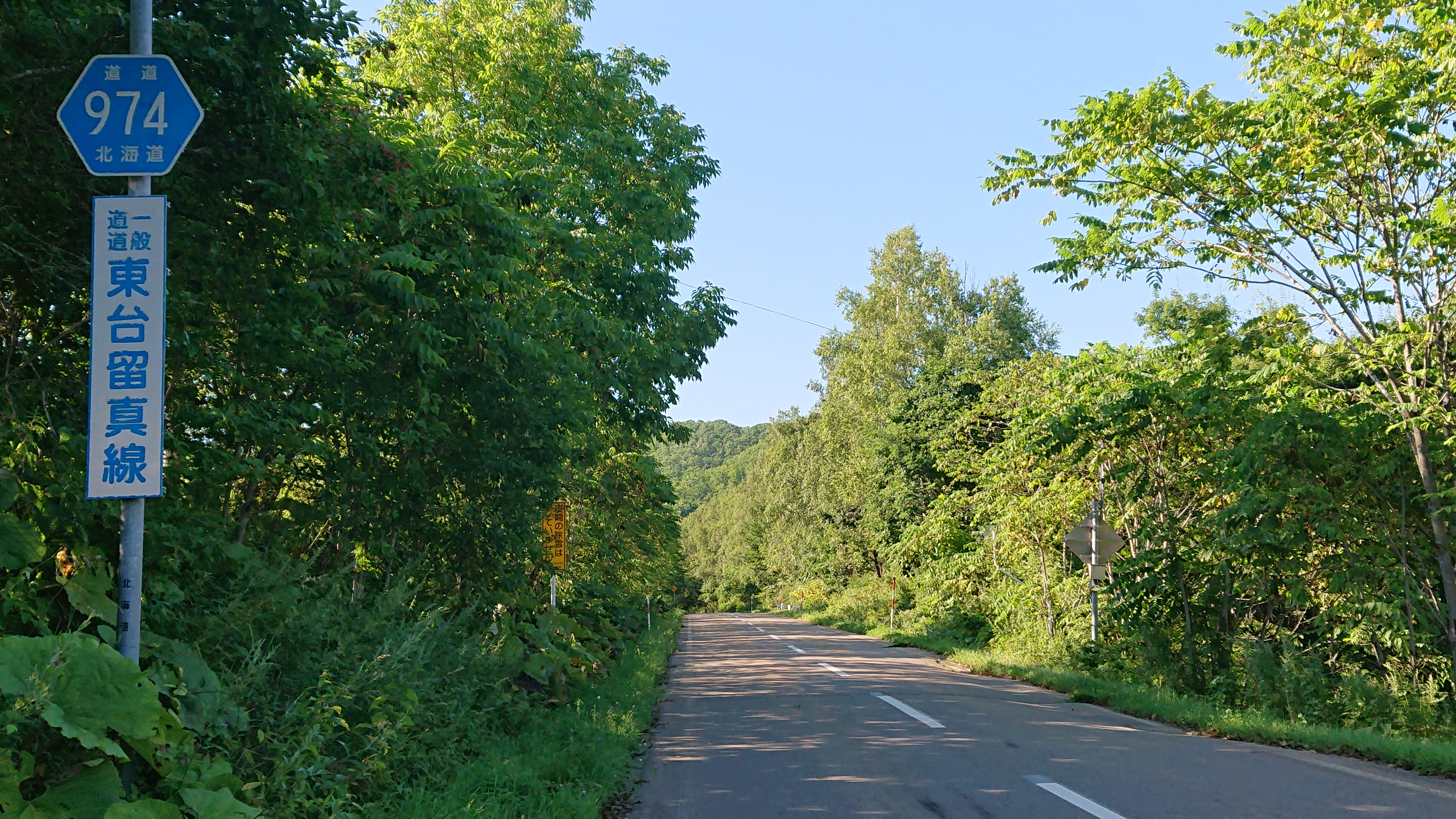
北海道道974号東台留真線（浦幌町留真）

北海道道974号東台留真線（ほっかいどうどう974ごう とうだいるしんせん）は、北海道池田町と浦幌町を結ぶ一般道道（北海道道）である。

## 概要

### 路線データ
- 起点：北海道中川郡池田町東台（北海道道236号勇足池田線交点）
- 終点：北海道十勝郡浦幌町留真（北海道道56号本別浦幌線交点）
- 総延長：16.0km

## 歴史
- 1979年（昭和54年）4月17日 路線認定[1]。

## 地理

### 通過する自治体
- 十勝総合振興局
  - 中川郡池田町
  - 十勝郡浦幌町

### 主な接続道路
池田町
- 北海道道236号勇足池田線 - 東台（起点）

浦幌町
- 北海道道1146号瀬多来吉野線 - 瀬多来
- 北海道道56号本別浦幌線 - 留真（終点）